# Untereggen
Untereggen je naselje v Občini Albeck v Okraju Trg na Koroškem v Avstriji.